# Milad Zakipour
Milad Zakipour (en persa: میلاد زکی‌پور‎; Nowshahr, 23 de noviembre de 1995) es un futbolista iraní que juega en la demarcación de defensa para el Sepahan S. C. de la Iran Pro League.

## Biografía
Tras formarse como futbolista en el Naft Tehran FC, finalmente el 28 de diciembre de 2015 debutó con el primer equipo en un encuentro contra el Tractor Sazi FC tras sustituir a Vahid Hamdinejad. Tras una temporada en el club y jugar cinco partidos de liga, se marchó al Esteghlal FC tras firmar un contrato por tres temporadas.

## Clubes
| Club                   | País | Año       | Partidos | Goles |
| ---------------------- | ---- | --------- | -------- | ----- |
| Naft Tehran F. C.      | Irán | 2015-2016 | 5        | 0     |
| Esteghlal F. C.        | Irán | 2016-2020 | 99       | 1     |
| Gol Gohar Sirjan F. C. | Irán | 2020-2022 | 58       | 1     |
| Sepahan S. C.          | Irán | 2022-     | 13       | 2     |